# KIC 9696936
KIC 9696936（第谷第二星表編號：TYC 3541-945-1）是一顆黃矮星，位於天鵝座和天琴座之間，在天球上的位置靠近織女一、天津四和天鵝座β星。

## 非官方名稱
2014年頓巴斯戰爭期間，烏克蘭天文學家為了報復俄羅斯總統弗拉迪米爾·普丁入侵克里米亞，在暗淡藍點計畫（Pale Blue Dot Project）中將這顆星以球場歌曲〈普丁是個傻子〉「命名」。

### 背景
2014年3月，俄羅斯總統弗拉迪米爾·普丁宣布入侵克里米亞。月底時，哈爾科夫金工隊球迷創作了名為〈普丁是個傻子〉（烏克蘭語：Путін-Хуйло!）的球場歌曲報復普丁，隨後便成為烏克蘭的一個迷因。城市詞典隨後於2014年5月收錄「huylo」一詞，解釋為普丁的同義詞。英國《衛報》稱，「普丁是個傻子」廣為流傳，已成為烏克蘭的「全國流行語」。

### 经过
非營利組織「白矮星研究公司」（White Dwarf Research Corporation）的暗淡藍點計畫（Pale Blue Dot Project）。允許捐款10美元以上給他們天文研究計畫的捐款者為一顆星球「命名」。而烏克蘭天文學家應敖德薩活動家的要求，將這顆恆星命名為「普丁是個傻子」。然而，實際上國際天文聯會不承認也不提供任何星星的命名服務，故取名「普丁是個傻子」不具任何官方性質，此名稱也不為科學界所採用。
暗淡藍點計畫的創始人特拉維斯·梅特卡夫（Travis Metcalfe）表示他在發現此事在網路上走紅前，並不知道這個詞的涵義，但就算知道了，也無意更改。他說：「我們沒有計劃審查任何這些對星星的命名，言論自由已經寫在星星上了。」他也表示，這不是第一次有人以不雅的名字命名星星來罵人。
普丁對此事沒有回應。

### 對事件的評論
愛爾蘭網路媒體TheJournal.ie寫道：「在晴朗的夜晚，你能看見『普京是個傻子』。」時代雜誌稱：「這是人類的一小步，是星星罵人的一大步。」烏克蘭民主改革聯盟敖得薩負責人安德里·尤索夫則稱普丁已在太空中「永垂不朽」。

## 註解
1. ↑  烏克蘭語中“хуйло́”一詞的拉丁轉寫包括huilo、huylo、khuilo、khuylo、xujlo等，該詞源自хуй（khuy）一詞，後者在烏克蘭語和俄語中的字面含義都是陰莖。加上詞尾-lo後，該詞可翻譯為“那活兒”、“龜頭”或者“傻屄”等[9]
2. ↑  後更名為「領養一顆星」（Adopt a Star）計畫[17]
3. ↑  實際上這是不可能的，人類肉眼裸視最多到6.5等[24]

## 外部連結
- 「領養一顆星」計畫的官方網站 （页面存档备份，存于）